# Gerardo Marotta

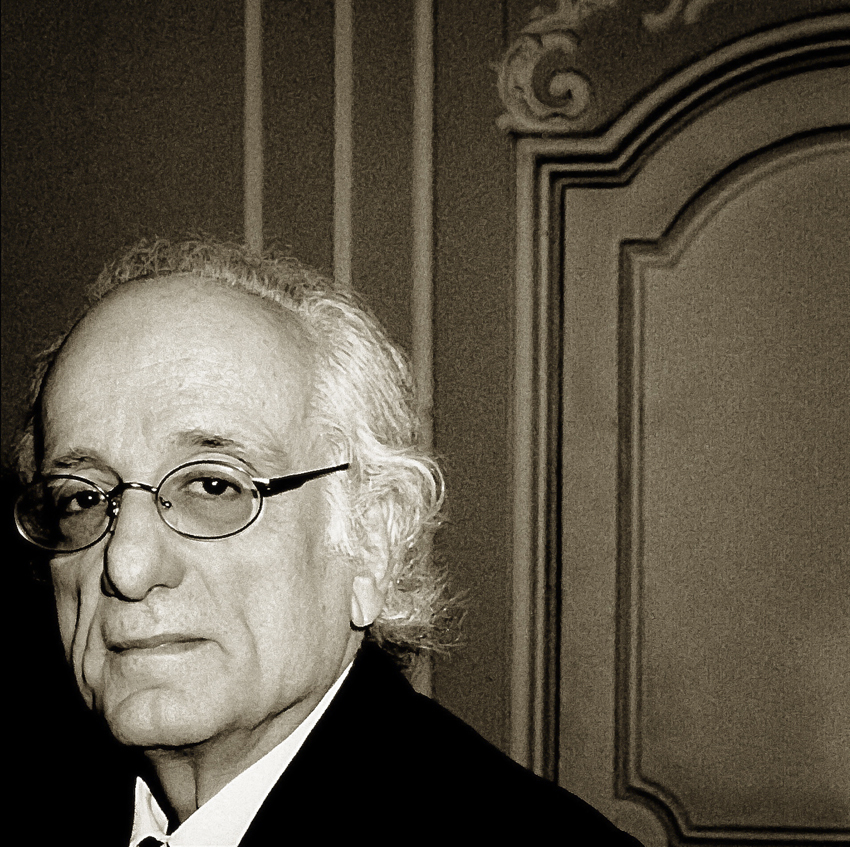
Gerardo Marotta, Porträtphotographie von Augusto De Luca (1995)

Gerardo Marotta (* 26. April 1927 in Neapel; † 25. Januar 2017 ebenda) war ein italienischer Rechtsanwalt und Mäzen der Philosophie.

## Leben
Marotta studierte Jura an der Universität Neapel und schloss sein Studium mit einer rechtsphilosophischen Arbeit über den Begriff des Staates in der klassischen deutschen Philosophie und im Linkshegelianismus ab. Er interessierte sich schon früh für Philosophie, Geschichte und Literatur und frequentierte in der Nachkriegszeit das von Benedetto Croce gegründete Istituto Italiano per gli Studi Storici. Nach diesem Vorbild gründete er 1975 das Istituto Italiano per gli Studi Filosofici, das sich als eine der bekanntesten internationalen Forschungsstätten für Philosophie etabliert hat und dem Marotta über Jahrzehnte als Präsident vorstand.

## Ehrungen
Für seine Verdienste um die Philosophie hat Gerardo Marotta zahlreiche Auszeichnungen und Ehrendoktorwürden erhalten, unter anderem von der Universität Bielefeld (1988), der Erasmus-Universität Rotterdam (1988), der Universität Paris III-Sorbonne Nouvelle (1996), der Universität Pavia (2000) und der Universität Bukarest (2000). Marotta war Preisträger der Goethe-Medaille (2001) und der Ehrenlegion der Französischen Republik (Chevalier de la Légion d’Honneur, 2003) und Mitglied der Accademia Pontaniana in Neapel.